# Malayalikal

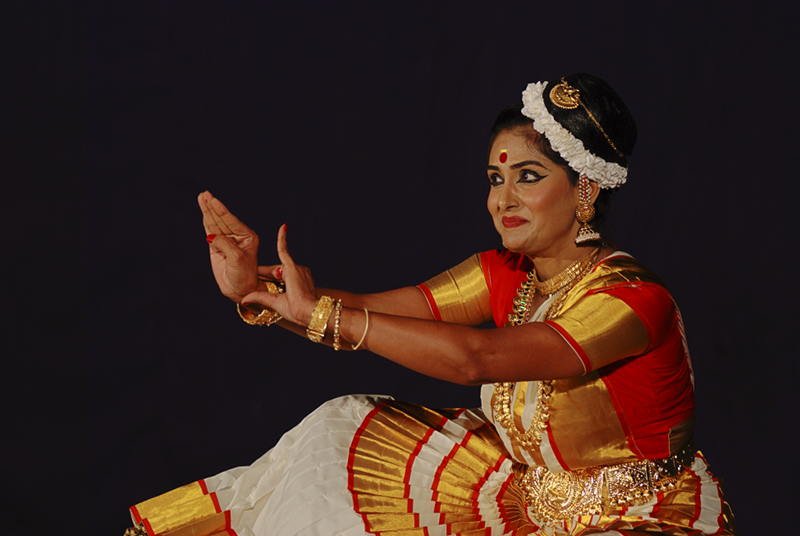
Mohiniyattam, dansa tradicional de Kerala.

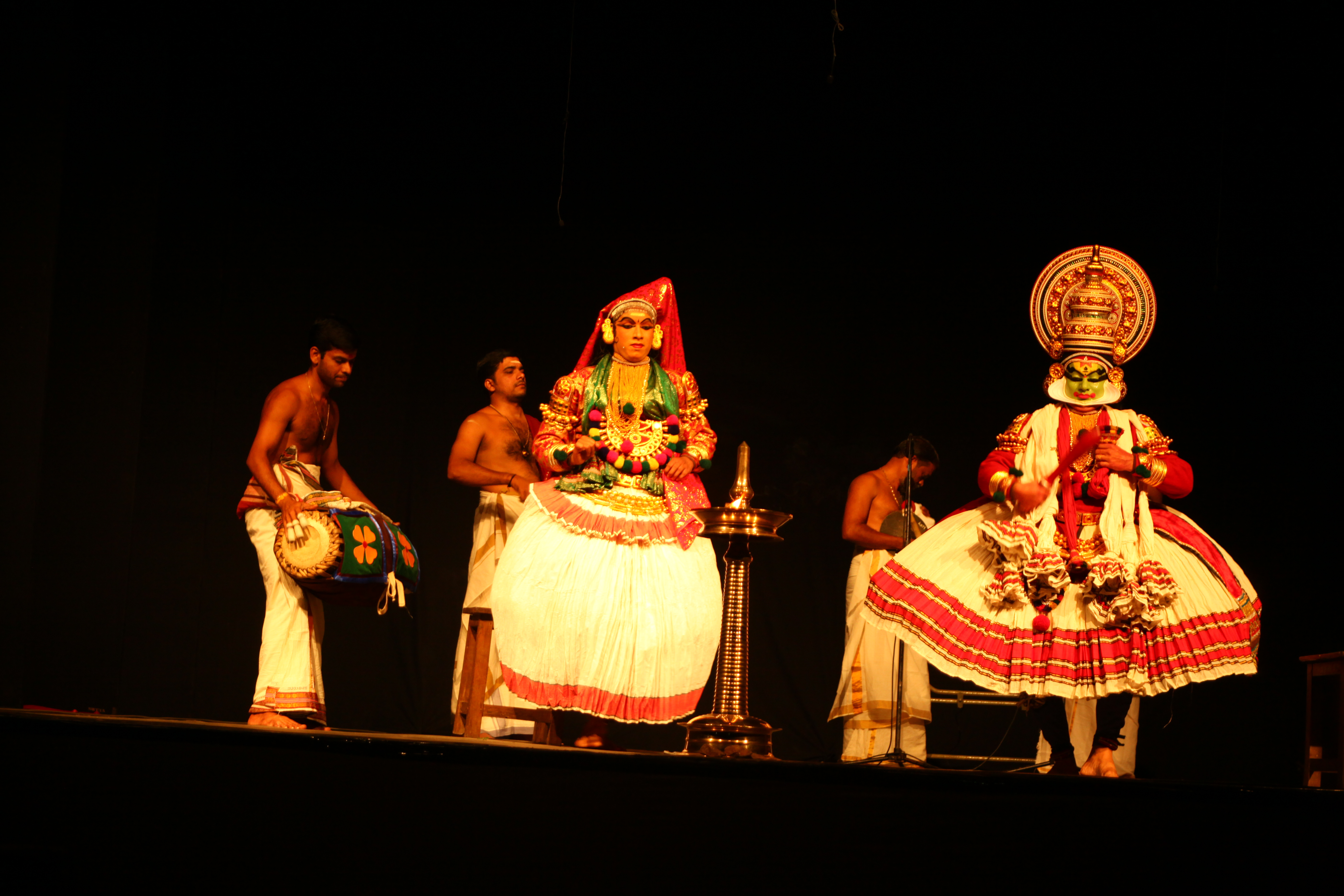
Dansa Kathakali.

Els malayalikal, també anomenats keralites (singular: malayalee o malayali, en malaiàlam: മലയാളി; plural: malayalikal), són un poble de l'Índia del sud que parla malaiàlam (una de les principals llengües dravídiques), i constitueixen la major part de la població de Kerala. Bona part dels malayalikal són descendents dels primers habitants de l'Índia, els anomenats dravidians (parlants de llengües dravídiques), que van ser impulsats cap al sud entre aproximadament el 2000 i el 1500 aC, quan els aris (parlants de llengües indoàries) van descendir al subcontinent indi.
La identitat d'aquest poble és principalment lingüística; el terme s'ha ampliat modernament per incloure emigrants malayalikal que mantenen certes tradicions, encara que hagin perdut la llengua. Els parlants són en la seva immensa majoria habitants de Kerala o residents en altres llocs, però originaris de Kerala. Segons el cens de l'Índia del 2001 hi havia 30.803.747 parlants de malaiàlam a Kerala (96,7% de la població de l'estat). En total el malaiàlam el parlen uns 36 milions de persones. Informalment són també anomenats mallu o mallus per la dificultat de pronunciar malayalee, però aquest apel·latiu pot resultar ofensiu.
Més de la meitat dels residents de Kerala -inclosa la majoria dels malayalikal- segueixen l'hinduisme, i al voltant d'una quarta part de la població practica l'Islam. Els cristians, que representen gairebé una cinquena part de la població, pertanyen a esglésies ortodoxes i catòliques romanes, així com a diverses denominacions protestants.

## Etimologia
El malaiàlam, la llengua nativa dels malayalis, té el seu origen en les paraules mala que significa muntanya i alam que significa terra o localitat. Kerala era coneguda habitualment com a Malabar en els cercles de comerç exterior de l'època medieval. Anteriorment, el terme Malabar també s'havia utilitzat per designar Tulu Nadu i Kanyakumari, que es troben contigus a Kerala, a la costa sud-oest de l'Índia, a més de l'estat modern de Kerala. La gent de Malabar era coneguda com a malabars. Fins a l'arribada de la Companyia de les Índies Orientals, el terme Malabar s'utilitzava com a nom general per a Kerala, juntament amb el terme Kerala. Des de l'època de Cosme Indicopleustes (segle VI dC), els mariners àrabs solien anomenar Kerala com a Male. El primer element del nom, però, ja està testimoniat a la Topografia escrita per Cosme Indicopleustes. Això esmenta un empori de pebre anomenat Male, que clarament va donar el seu nom a Malabar (el país de Male). Es creu que el nom Male prové de la paraula dravídica Mala (turó). Al-Biruni (973–1048 CE) és el primer escriptor conegut que anomena aquest país Malabar. Autors com Ibn Khordadbeh i Al-Baladhuri esmenten els ports de Malabar a les seves obres. Els escriptors àrabs havien anomenat aquest lloc Malibar, Manibar, Mulibar i Munibar. Malabar recorda la paraula Malanad que significa la terra dels turons. Segons William Logan, la paraula Malabar prové d'una combinació de la paraula dravídica Mala (turó) i la paraula persa / àrab Barr (país/continent). Per tant, els nadius de la costa de Malabar eren coneguts com a malabaresos o malabaris en els cercles de comerç exterior. Les paraules malayali i malabari són sinònimes entre si. El Skanda Purana esmenta el càrrec eclesiàstic del Thachudaya Kaimal, a qui es coneix com a Manikkam Keralar (el rei robí de Kerala), sinònim de la deïtat del temple Koodalmanikyam.

## Distribució geogràfica i població
El malaiàlam és una llengua parlada pels nadius del sud-oest de l'Índia (des de Mangalore fins a Kanyakumari) i de les illes de Lakshadweep, al mar d'Aràbia. Segons el cens indi del 2001, hi havia 30.803.747 parlants de malaiàlam a Kerala, que constitueixen el 93,2% del nombre total de parlants de malaiàlam a l'Índia i el 96,7% de la població total de l'estat. N'hi havia 701.673 més (2,1% del nombre total) a Tamil Nadu, 557.705 (1,7%) a Karnataka i 406.358 (1,2%) a Maharashtra. El nombre de parlants de malaiàlam a Lakshadweep és de 51.100, que només representa el 0,15% del nombre total, però que equival aproximadament al 84% de la població de Lakshadweep. En total, els malaiàlams representaven el 3,22% de la població total de l'Índia el 2001. Dels 33.066.392 parlants de malaiàlam a l'Índia el 2001, 33.015.420 parlaven els dialectes estàndard, 19.643 parlaven el dialecte de Yerava i 31.329 parlaven variacions regionals no estàndard com l'Eranadan. Segons les dades del cens de 1991, el 28,85% de tots els parlants de malaiàlam a l'Índia parlaven una segona llengua i el 19,64% del total coneixia tres o més idiomes. El malaiàlam era la llengua més parlada a l'antic taluk Gudalur (ara taluk Gudalur i Panthalur) del districte de Nilgiris a Tamil Nadu, que representa el 48,8% de la població i era la segona llengua més parlada als taluks Mangalore i Puttur del sud de Canara, amb el 21,2% i el 15,4%, respectivament, segons l'informe del cens. El 25,57% de la població total del districte de Kodagu de Karnataka són malayalis, en els quals els malayalis formen el grup lingüístic més gran de Virajpet Taluk. Al voltant d'un terç dels malayalis del districte de Kodagu parlen el dialecte yerava segons el cens de 2011, que és originari de Kodagu i Wayanad. Al voltant d'un terç de la població del districte de Kanyakumari també són malayalis. Segons el cens de l'Índia del 2011, el districte de Mahé, al Territori de la Unió de Puducherry, tenia una població de 41.816 habitants, predominantment malaiàlis.
Just abans de la independència, Malàisia va atreure molts malayalis. Un gran nombre de malayalis s'han establert a Chennai (Madras), Delhi, Bangalore, Mangalore, Coimbatore, Hyderabad, Mumbai (Bombay), Ahmedabad i Chandigarh. Molts malayalis també han emigrat a l’Orient Mitjà, els Estats Units, el Canadà, Austràlia, Nova Zelanda i Europa. Entre el 2009 i el 2013, hi havia aproximadament 146.000 persones amb ascendència malayali als Estats Units, i s'estima que 40.000 vivien a la zona triestatal de Nova York. El 2006 hi havia 7.093 parlants de malaiàlam a Austràlia. El cens canadenc del 2001 va informar de 7.070 persones que indicaven el malaiàlam com a llengua materna, principalment a la zona metropolitana de Toronto i al sud d'Ontario. El 2010, el Cens de Població de Singapur va informar que hi havia 26.348 malayalis a Singapur. El cens de Nova Zelanda del 2006 va informar de 2.139 parlants. 1956 es van informar de 134 llars de parla malaiàlam a Fiji. També hi ha una població malayali considerable a les regions del Golf Pèrsic, especialment a Bahrain, Oman, Qatar, els Emirats Àrabs Units, Kuwait i la regió europea, principalment a Londres. La ciutat de Chennai té la població més alta de malayalis en una àrea metropolitana fora de Kerala, seguida de Bangalore.
A més, s'estima que els ciutadans malayalies a Malàisia eren 229.800 l'any 2020, mentre que la població d'expatriats malayalies era d'aproximadament 2.000. Representen al voltant del 10% del nombre total d'indis a Malàisia.

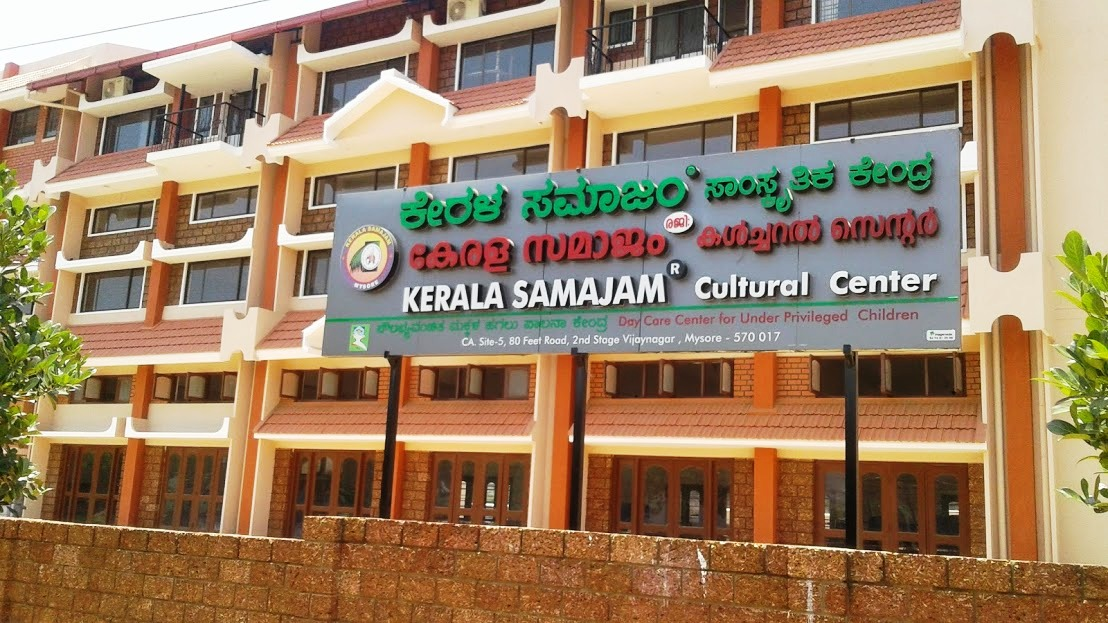
Samajam de Kerala, Mysore

## Història i cultura
Durant l'antiguitat, el poble de l'actual Kerala estava governat per la dinastia Chera de Tamilakam, amb capital a Vanchi.
Els malayalis viuen en una zona històrica coneguda com la costa de Malabar, que durant milers d'anys ha estat un centre important del comerç internacional d'espècies, operant almenys des de l’època romana, amb Ptolemeu documentant-ho al seu mapa del món l'any 150 dC. Per aquesta raó, es va crear una cultura molt diferent entre els malayalis a causa de segles de contacte amb cultures estrangeres a través del comerç d'espècies. L'arribada dels jueus de Cochin, l'auge dels cristians de Sant Tomàs i el creixement de la comunitat musulmana de Mappila, en particular, van ser molt significatius en la configuració de la cultura malayali moderna. Més tard, els cristians llatins portuguesos, els malabars neerlandesos, els mahe francesos i els anglesos britànics, que van arribar després de 1498, van deixar la seva empremta a través del colonialisme i el saqueig dels seus recursos.
El 2017, es va publicar un estudi detallat de l'evolució de la comunitat malayalee de Singapur durant un període de més de 100 anys en forma de llibre: From Kerala to Singapore: Voices of the Singapore Malayalee Community. Es creu que és el primer estudi en profunditat de la presència d'una comunitat malayalee NRI fora de Kerala.

### Llengua i literatura

La paraula Malayāḷalipi (significat: alfabetització malaiàlam) escrita en alfabetització malaiàlam

Tot i que és controvertit, l'opinió generalitzada considera que la llengua malaiàlam ve d'un dialecte de la llengua tàmil mitjana primerenca que es parlava a la costa de Malabar, i que va sorgir en gran part a causa del seu aïllament geogràfic de la resta de les zones de parla tàmil. La literatura sangam es pot considerar com l'antic predecessor del malaiàlam. La literatura malaiàlam és d'origen antic i inclou figures com els poetes niranam del segle XIV (Madhava Panikkar, Sankara Panikkar i Rama Panikkar), les obres dels quals marquen l'alba tant de la llengua malaiàlam moderna com de la poesia keralita indígena. Alguns lingüistes afirmen que una inscripció trobada a les coves d'Edakkal, Wayanad, que pertany al segle III dC (aproximadament 1.800 anys d'antiguitat), és la inscripció més antiga disponible en malàialam, ja que conté dues paraules modernes en malaiàlam, Ee (Això) i Pazhama (Antic), que no es troben en el tàmil literari. Tot i que això ha estat controvertit pels estudiosos que ho consideren un dialecte regional del tàmil antic. L'ús del pronom ī i l'absència de la terminació tàmil literària -ai són arcaismes del protodravidià més que no pas innovacions úniques del malaiàlam. aH i iH són adjectius demostratius reconstruïts per al protodravidià, ja que mostren variació en la longitud de les vocals. Quan apareixen aïlladament, apareixen com a ā i ī, però quan van seguits d'una consonant inicial, apareixen com a a- i i-, com en Ta. appoẓutu 'aquella vegada'. Te. appuḍu id. i Ta. ippoẓutu 'aquella vegada'. Te.ippuḍu id. Tanmateix, el tàmil modern ha substituït ā i ī per anda i inda, però la majoria de les llengües dravídiques l'han conservat. L'origen del calendari malaiàlam es remunta a l'any 825 dC. En general, s'acorda que les plaques de coure sirianes Quilon del 849/850 dC són la inscripció més antiga disponible escrita en malaiàlam antic. Durant els primers 600 anys del calendari malaiàlam, la literatura consistia principalment en balades orals com ara Vadakkan Pattukal (cançons del nord) al nord de Malabar i Thekkan Pattukal (cançons del sud) al sud de Travancore. Les obres literàries més antigues conegudes en malaiàlam són Ramacharitan i Thirunizhalmala, dos poemes èpics escrits en antic malaiàlam. La literatura malaiàlam ha rebut 6 premis Jnanapith, el segon més alt per a qualsevol llengua dravidiana i el tercer més alt per a qualsevol llengua índia.
Designada llengua clàssica a l'Índia el 2013, va desenvolupar-se fins a la forma actual principalment per la influència dels poetes Cherusseri Namboothiri (nascut a prop de Kannur), Thunchaththu Ezhuthachan (nascut a prop de Tirur), i Poonthanam Nambudiri (nascut a prop de Perinthalmanna), durant els segles XV i XVI de l'era comuna. Kunchan Nambiar, un poeta amb seu a Palakkad, també va influir molt en el creixement de la literatura malaiàlam moderna en la seva forma prematura, a través d'una nova branca literària anomenada Thullal. La literatura en prosa, la crítica i el periodisme malaiàlam van començar després de la segona meitat del segle xviii dC. El primer diari de viatge en qualsevol llengua índia és el Malaiàlam Varthamanappusthakam, escrit per Paremakkal Thoma Kathanar el 1785.
El Triumvirat de poetes (Kavithrayam: Kumaran Asan, Vallathol Narayana Menon i Ulloor S. Parameswara Iyer) és reconegut per allunyar la poesia keralita de la sofística i la metafísica arcaiques cap a un mode més líric. Al segle xix, Chavara Kuriakose Elias, fundador de les congregacions Carmelites de Maria Immaculada i de la Mare del Carmel, va contribuir amb diferents corrents a la literatura malaiàlam. Totes les seves obres van ser escrites entre 1829 i 1870. La contribució de Chavara a la literatura malaiàlam inclou cròniques, poemes – athmanuthapam (compunció de l'ànima), Maranaveettil Paduvanulla Pana (Poema per cantar a la casa afligida) i Anasthasiayude Rakthasakshyam– i altres obres literàries. La literatura malaiàlam contemporània tracta del context social, polític i econòmic. La poesia moderna sovint tendeix al radicalisme polític. Escriptors com Kavalam Narayana Panicker han contribuït molt al drama malaiàlam. A la segona meitat del segle XX, poetes i escriptors guanyadors del Jnanpith com G. Sankara Kurup, SK Pottekkatt, Thakazhi Sivasankara Pillai, MT Vasudevan Nair, ONV Kurup i Akkitham Achuthan Namboothiri van fer valuoses contribucions a la literatura malaiàlam moderna. Més tard, escriptors com OV Vijayan, Kamaladas, M. Mukundan, Arundhati Roy i Vaikom Muhammed Basheer han obtingut reconeixement internacional.
L'àrab malaiàlam (també anomenat mappila malaiàlam i moplah malaiàlam) era la llengua dravídica tradicional de la comunitat musulmana mappila a la costa de Malabar. Poetes com Moyinkutty Vaidyar i Pulikkottil Hyder han fet contribucions notables a les cançons mappila, que són un gènere de la literatura àrab malaiàlam. L’escriptura àrab malaiàlam, també coneguda com a escriptura ponnani, és un sistema d'escriptura —una variant de l’escriptura àrab amb característiques ortogràfiques especials— que es va desenvolupar durant l'alta edat mitjana i es va utilitzar per escriure l'àrab malaiàlam fins a principis del segle XX. Tot i que l'escriptura es va originar i desenvolupar a Kerala, avui dia la comunitat musulmana migrant l'utilitza predominantment a Malàisia i Singapur.
La gramàtica malaiàlam moderna es basa en el llibre Kerala Panineeyam, escrit per AR Raja Raja Varma a finals del segle xix. El World Malayali Council, juntament amb la seva organització germana, l'International Institute for Scientific and Academic Collaboration (IISAC), ha publicat un llibre complet sobre Kerala titulat Introduction to Kerala Studies, especialment pensat per a la diàspora malayali arreu del món. JV Vilanilam, exvicerector de la Universitat de Kerala; Sunny Luke, científica mèdica i exprofessora de Biotecnologia Mèdica a la Universitat Adelphi de Nova York; i Antony Palackal, professor de sociologia al Loyola College of Social Sciences de Thiruvananthapuram, han editat el llibre, a més de fer-hi altres contribucions.